# Кабо (теленовела)
Кабо (на испански: Cabo) е мексиканска теленовела, режисирана от Салвадор Гарсини и Фес Нориега и продуцирана от Хосе Алберто Кастро за ТелевисаУнивисион през 2022 г. Версията, написана от Хосе Алберто Кастро и Ванеса Варела, в сътрудничество с Карлос Даниел Гонсалес и Фернандо Гарсилита, с литературна редакция от Фабиола Лопес Нери и Клаудия Мансано, е базирана на теленовелата Ти или никоя от 1985 г., създадена от Мария Саратини.
В главните роли са Барбара де Рехил и Матиас Новоа, а в отрицателните – Диего Амосурутия, Ева Седеньо, Мар Контрерас, Маркин Лопес, София Ривера Торес и Фелисия Меркадо. Специално участие вземат Ребека Джонс, която е заменена по-късно от Асела Робинсън, Рафаел Инклан, Роберто Байестерос, Фабиола Кампоманес, Мария Чакон, Арлет Пачеко и Карлос Ати.

## Сюжет
Историята проследява живота на София, селско момиче, което се влюбва и омъжва за Алехандро, млад бизнесмен с особен интерес към нея. След сватбата Алехандро ѝ казва, че трябва да отпътува по бизнес въпроси. Никой от двамата не си представя, че това е последният път, в който се виждат, защото Алехандро претърпява самолетна катастрофа, в която умира.
С разбито сърце, София решава да пътува до Лос Кабос, за да се срещне със семейството на покойния си съпруг. Без да си представя, че когато пристигне, животът ѝ се променя завинаги, защото среща Алехандро, който е жив и здрав от инцидента. Тя открива, че съпругът ѝ не е мъжът, за когото се представял. Той ѝ признава, че истинското му име е Едуардо, като твърди, че е узурпирал името на своя полубрат, така че тя по законен начин е омъжена за истинския Алехандро, който наистина е пътувал в катастрофиралия самолет. Едуардо ѝ предлага да си присвоят богатството на истинския Алехандро.
Едновременно объркана и разочарована, София не се съгласява да следва плановете на Едуардо, но той, виждайки, че тя не иска да участва, я заплашва, че ще предаде на властите баща ѝ, представяйки го като отговорен за самолетната катастрофа, в която се оказва, че Алехандро е умрял.
Въпреки това, настъпва неочакван обрат – истинският Алехандро е спасен от инцидента, завръщайки се у дома възстановен от нараняванията си, след като е спасен от няколко рибари. Той остава изненадан, че има съпруга, която изобщо не помни.
За София няма да има друг избор, освен да продължи с лъжата на Едуардо, без да си представя, че между нея и истинския Алехандро ще се роди вълнуваща и силна любов.

## Актьори
- Барбара де Рехил – София Чавес Перес
- Матиас Новоа – Алехандро Нориега Ломбардо
- Ева Седеньо – Исабела Ескаланте Манрике
- Диего Амосурутия – Едуардо Торес Аларкон
- Ребека Джонс – Лусия Аларкон (до еп. 50)
- Асела Робинсън – Лусия Аларкон (от еп. 51)[6][7]
- Мария Чакон – Ребека Чавес
- Фабиола Кампоманес – Малена Санчес
- Мар Контрерас – Ванеса Нориега Ломбардо
- Гонсало Вега мл. – Луис Санчес
- Рафаел Инклан – Алфонсо Санчес
- Фелисия Меркадо – Химена Манрике де Ескаланте
- Серхио Клайнер – Уго Рейес
- Маркин Лопес – Алваро Руис
- Роберто Байестерос – Фаусто Кабрера
- Арлет Пачеко – Гуадалупе Гутиерес
- Раул Коронадо – Алан Ортега
- Барбара Торес – Кармен Перес
- Карлос Ати – Ернесто
- София Ривера Торес – Карен
- Лорена Севиля – Бланкита
- Фернандо Роблес – Улисес

## Премиера
Премиерата на „Кабо“ е на 24 октомври 2022 г. по Las Estrellas.
| Година | Излъчване              | Брой епизоди | Премиера         | Премиера         | Финал            | Финал            |
| Година | Излъчване              | Брой епизоди | Дата             | Зрители (в млн.) | Дата             | Зрители (в млн.) |
| ------ | ---------------------- | ------------ | ---------------- | ---------------- | ---------------- | ---------------- |
| 2022   | понеделник-петък 21:30 | —            | 24 октомври 2022 | 3.2              | 17 февруари 2023 | 4.7              |

## Продукция
В края на май 2022 г. е съобщено чрез колоната на Хуан Хосе Оригел във вестник „El Sol de México“, че продуцентът Хосе Алберто Кастро се интересува от продуцирането на нова версия на теленовелата от 1985 г. Ти или никоя. Записите на теленовелата започват на 18 юли 2022 г.
На 6 юли 2022 г. е обявено, че Барбара де Рехил е избрана за главната женска роля, правейки своя дебют в ТелевисаУнивисион, след като преди това си сътрудничи с ТВ Ацтека и Телемундо.

## Версии
- Ти или никоя (1985), оригинална история, мексиканска теленовела, създадена от Мария Саратини, режисирана от Хосе Рендон и продуцирана от Ернесто Алонсо за Телевиса, с участието на Лусия Мендес и Андрес Гарсия.
- Акапулко, тяло и душа (1995-1996), мексиканска теленовела, адаптирана от Ерик Вон, режисирана от Хуан Карлос Муньос, Мартин Бараса и Аурора Молина и продуцирана от Хосе Алберто Кастро за Телевиса, с участието на Патрисия Мантерола и Саул Лисасо.
- Acapulco bay (1995), мексиканско-американска теленовела, адаптирана от Марк Джеймс Джерсън, режисирана от Том де Симоне и продуцирана от Карлос Сотомайор за Фокс Бродкастинг Къмпани и Телевиса, с участието на Ракел Гарднър и Джейсън Адамс.
- Капризи на съдбата (2009), мексиканска теленовела, адаптирана от Мария Саратини, режисирана от Моника Мигел и Карина Дупрес и продуцирана от Карла Естрада за Телевиса, с участието на Жаклин Бракамонтес и Уилям Леви.